# Filip Bilbija
Filip Bilbija (* 24. April 2000 in Berlin) ist ein deutscher Fußballspieler. Der Flügelspieler steht seit Juli 2023 beim SC Paderborn 07 unter Vertrag.

## Karriere

### Jugend und erste Profijahre
Der in Berlin geborene Bilbija wechselte zur Saison 2016/17 aus der Jugend von Tennis Borussia zu den B-Junioren (U17) von Hertha 03 Zehlendorf. Dort spielte er in seinem ersten Jahr in der zweitklassigen B-Junioren-Regionalliga Nordost, ehe er zur Saison 2017/18 zu den A-Junioren (U19) aufrückte. Durch 11 Tore in 21 Spielen in der A-Junioren-Regionalliga Nordost machte der Offensivspieler den FC Ingolstadt 04 auf sich aufmerksam. Zur Saison 2018/19, seinem letzten Jahr bei den Junioren, wechselte der 18-Jährige in das Nachwuchsleistungszentrum der Schanzer. In der U19, die zuvor in die A-Junioren-Bundesliga aufgestiegen war, war Bilbija unter Roberto Pätzold auf Anhieb Stammspieler und absolvierte 24 Bundesligaspiele (22-mal von Beginn), in denen er 6 Tore erzielte. In der Süd/Südwest-Staffel belegte seine Mannschaft den 4. Platz.
Zur Saison 2019/20 rückte Bilbija in die Profimannschaft auf, die zuvor in die 3. Liga abgestiegen war. In seinem ersten Profijahr war der Flügelspieler unter Jeff Saibene und dessen Nachfolger Tomas Oral meist Reservist. Er kam 23-mal in der 3. Liga zum Einsatz, stand jedoch nur 7-mal in der Startelf und erzielte kein Tor. Um Spielpraxis zu sammeln, wurde Bilbija zudem 4-mal (2 Tore) in der zweiten Mannschaft in der fünftklassigen Bayernliga Süd eingesetzt. Die Ingolstädter belegten den 4. Platz, der in diesem Jahr aufgrund der Meisterschaft der zweiten Mannschaft des FC Bayern München zur Teilnahme an der Relegation berechtigte. Gegen den 1. FC Nürnberg scheiterte man allerdings aufgrund der Auswärtstorregel und verblieb in der 3. Liga; Bilbija wurde bei der 0:2-Hinspielniederlage kurz vor dem Spielende eingewechselt und Stand im Rückspiel beim 3:1-Sieg in der Startelf. In der Saison 2020/21 wurde Bilbija zum wichtigen Bestandteil von Orals Mannschaft. Er kam 35-mal in der Liga zum Einsatz, stand 27-mal in der Startelf und erzielte 5 Tore. Durch das Erreichen des 3. Platzes qualifizierte man sich erneut für die Relegationsspiele. Der 21-Jährige stand in beiden Spielen gegen den VfL Osnabrück in der Startelf. Nach einem 3:0-Hinspielsieg geriet der FC Ingolstadt im Rückspiel in der Anfangsphase mit 0:2 in Rückstand, ehe Bilbija mit dem Anschlusstreffer das wichtige Auswärtstor erzielte. Die Osnabrücker gewannen zwar noch mit 3:1, jedoch bedeutete dies für die Schanzer die Rückkehr in die 2. Bundesliga. Dort erlebte die Mannschaft in der Saison 2021/22 ein schwieriges Jahr. Nach dem Rücktritt von Oral unmittelbar nach dem Aufstieg wurden mit seinem ehemaligen U19-Trainer Pätzold, André Schubert und Rüdiger Rehm drei Cheftrainer beschäftigt. Bilbija zählte bei allen Trainern meist zum Stammpersonal, kam 28-mal (20-mal von Beginn) zum Einsatz und war mit 7 Toren der beste Torschütze seiner Mannschaft. Nach nur 7 gewonnenen Punkten in der Hinrunde konnte der FC Ingolstadt in der Rückrunde unter Rehm zwar seine Leistungen steigern (Platz 15 in der Rückrundentabelle mit 14 Punkten), jedoch stand am 31. Spieltag der Abstieg fest. Nachdem man die Saison abgeschlagen als Letzter beendet hatte, verließ Bilbija den Verein mit seinem Vertragsende.

### Über Hamburg nach Paderborn
Der 22-Jährige blieb der 2. Bundesliga durch seinen Wechsel zum Hamburger SV zur Saison 2022/23 erhalten. Er unterschrieb einen Vertrag bis zum 30. Juni 2026. Der Cheftrainer Tim Walter zog ihm auf den Flügeln Bakery Jatta, Jean-Luc Dompé, Sonny Kittel, Ransford Königsdörffer und András Németh vor. Im Sturmzentrum war hingegen Robert Glatzel gesetzt. Bilbija saß meistens ohne Einsatz auf der Bank. Am Saisonende standen 13 Einwechslungen und ein Tor zu Buche. Der HSV wurde Dritter und musste die Relegationsspiele gegen den VfB Stuttgart bestreiten. Im Rückspiel wurde er in der Schlussphase eingewechselt, als der HSV im Gesamtergebnis bereits mit 1:5 zurücklag. Darüber hinaus wurde Bilbija einmal in der zweiten Mannschaft in der viertklassigen Regionalliga Nord eingesetzt.
Zur Saison 2023/24 wechselte Bilbija zum Ligakonkurrenten SC Paderborn 07. Dort kam er in seiner Premierensaison auf 27 Ligaeinsätze, in denen er 5 Tore erzielte.

## Erfolge
- Aufstieg in die 2. Bundesliga: 2021